# Білка (притока Ужу)
Білка (рос. Белка — річка в Україні, у Звягельському та Коростенському районах Житомирської області, права притока річки Ужа басейну Прип'яті.

## Опис
Довжина річки 20 км., похил річки — 1,8  м/км, найкоротша відстань між витоком і гирлом — 12,82 км, коефіцієнт звивистості річки — 1,56 , площа басейну 94,4  км². Формується 1 притокою, декількома безіменними струмками та загатами.
По всій своїй довжині має 5 водойм, найбільша з яких (10 га) знаходиться у селі Білка. Річку перетинає нафто- і газопровід.

## Розташування
Бере початок на південно-східній стороні від села Дуга. Спочатку тече на північний схід, повертає на північ і протікає через село Рудня, а там повертає на північний захід. Тече через село Сушки і в селі Білка впадає в річку Уж.
Населені пункти вздовж берегової смуги: Олександрівка, Кам'яна Гора, Новина.

## Притоки
- Шевчиха - права притока у Коростенському районі. Бере початок на південно-західній стороні від села Яблунівки в урочищі Каморка. Тече переважно на північний захід і на північно-східній околиці села Дуга впадає у річку Білку[3][2]
- Стокуча (ліва).

## Іхтіофауна Білки
У річці найпоширенішими є такі види риб, як щука звичайна, карась звичайний, окунь, пічкур та плітка звичайна.